# Dobby Gibson
Dobby Gibson (né en 1970) est un poète américain. Son premier recueil de poésie, Polar (Alice James Books, 2004), a remporté le prix Beatrice Hawley en 2004 et a été finaliste pour le Minnesota Book Award en 2006. Il est également l'auteur de Skirmish (2009), It Becomes You (2013) et Little Glass Plane (2019), tous publiés par Graywolf Press.
La poésie de Dobby Gibson a été publiée dans Ploughshares, Fence, Iowa Review, New England Review, American Poetry Review, Conduit, entre autres publications. Il est récipiendaire d'une bourse de poésie de la Fondation McKnight. Il est né à Minneapolis, au Minnesota. Il a obtenu un BA du Connecticut College en 1993 et un MFA de l'Université d'Indiana en 1997. Il vit à Saint-Paul, Minnesota.

## Œuvres publiées
(en) Dobby Gibson, Polar, Alice James Books, 2005 (ISBN 978-1-882295-49-4, lire en ligne),,